# William Justin Kroll
William Justin Kroll (narozen jako Guillaume Justin Kroll; 24. listopadu, 1889 – 30. března, 1973) byl lucemburský metalurg. Je známý díky objevu Krollova procesu, který umožňuje získat velmi čistý titan z jeho rud.

## Život
V roce 1909 Wilhelm Kroll absolvoval lucemburské gymnázium Athenaeum a v roce 1910 se zapsal na hutnickou fakultu na Technische Hochschule Charlottenburg v Berlíně, kterou dokončil v roce 1914. Následující čtyři roky zde strávil dokončením své doktorské práce pod vedením profesora K. A. Hofmanna. Při práci v Německu vynalezl Kroll v roce 1918 velmi účinnou ložiskovou slitinu na bázi olova, která byla komercializována pod názvem Lurgiho kov, a byly mu uděleny různé patenty související s metalurgií. V Rakousku v roce 1922 vyvinul hliníkové slitiny známé jako Alusil a Alsia, které se používaly především pro lité hliníkové písty. V roce 1923 se Kroll vrátil do Lucemburska a založil soukromou laboratoř. V roce 1929 Kroll vynalezl precipitačně kalenou (PH) nerezovou ocel, když do ní přidal malé množství titanu a zpevnil ji tepelným vysrážením částic TiC. Ve 30. letech se začal věnovat studiu titanu a jeho slitin. Před Krollem byl titan jako kov prakticky nedostupný. V roce 1938 byl titan poprvé obráběn v továrně Cerametal v Bereldange v Lucembursku. William Kroll navštívil USA a 18. října 1938 připlul do New Yorku na palubě lodi SS Queen Mary z francouzského Cherbourgu. Navštívil různá odvětví neželezných kovů v USA a ukázal jim své vzorky titanu, ale v té době byl o titan jen malý nebo žádný zájem. Zklamaný se vrátil do Lucemburska. V roce 1940, kdy se nad Německem začal šířit nacismus, se Wilhelm J. Kroll rozhodl emigrovat do Spojených států. Do New Yorku dorazil 22. února 1940, když 10. února 1940 vyplul z nizozemského Rotterdamu na palubě lodi SS Volendam.
Dne 25. června 1940 udělil Patentový úřad Spojených států amerických patent 2 205 854 na Krollův způsob výroby titanu a jeho slitin, přihlášený 6. července 1938. Dne 4. prosince 1940 požádal Kroll o americké občanství. Pracoval jako poradenský inženýr pro výzkumné laboratoře Union Carbide v Niagara Falls ve státě New York. Když USA v prosinci 1941 vyhlásily válku zemím Osy, Krollův patent propadl vládě USA, protože spadal pod zákon o správci cizího majetku, což vyvolalo sedmiletý soudní spor, který skončil ve prospěch Williama Krolla, ačkoli soudní poplatky ve výši více než 1 milion dolarů pohltily přiznanou náhradu. Vláda USA a průmysl si pomalu začaly uvědomovat potenciál titanu. Americká vláda zřídila v roce 1944 výzkumné středisko v Boulderu v Coloradu a koncem roku 1948 zahájila společnost Dupont de Nemours komerční výrobu titanu pomocí Krollova procesu. Mezitím se Kroll zaměřil na zirkonium. V roce 1945 se stal konzultantem pro metalurgii na Ministerstvu vnitra Spojených států, Úřadu pro doly, v jejich výzkumném zařízení v Albany ve státě Oregon. První pás zirkonia tam byl vyválcován v srpnu 1946. V roce 1951 William Kroll nastoupil na fakultu Oregon State College, založil neziskovou nadaci Metal Research Foundation, která udělovala stipendia a granty v USA i v Evropě.
Dr. William J. Kroll se v roce 1961 vrátil do Evropy, kde 30. března 1973 v Bruselu zemřel.
Jedním z jeho trvalých odkazů ve Spojených státech je Krollův institut na Colorado School of Mines v Golden v Coloradu, založený v roce 1974.

## Ocenění
V roce 2000 byl Kroll uveden do National Inventors Hall of Fame.
Mezi jeho další ocenění patřila medaile Francise J. Clamera udělená v roce 1954, cena Alberta Sauveura za úspěchy od ASM International v roce 1955 a Perkinova medaile v roce 1958. V roce 1958 mu byla rovněž udělena Achesonova cena Elektrochemické společnosti.
Je po něm pojmenována ulice v Lucemburku a Esch-sur-Alzette.